# لسان كافيار

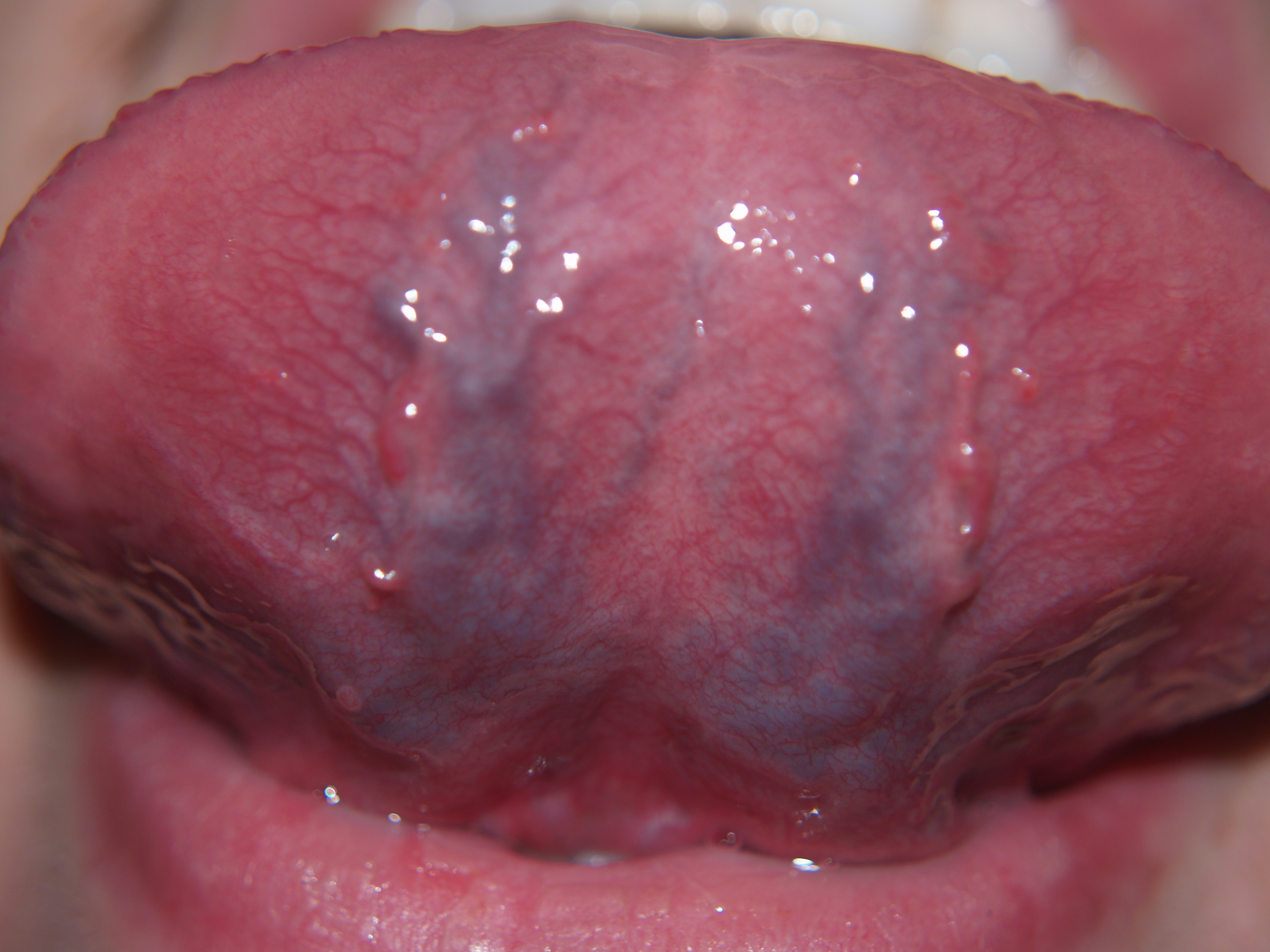
مظهر طبيعي للسطح السفلي من اللسان، وتظهر الأوردة بارزة.

لسان الكافيار (كما يطلق عليه دوالي ما تحت اللسان أو دوالي ما تحت اللسان)،  هو حالة تتميز الأوردة الأرجوانية توسع عادة توجد على البطني (تحت السطح) من اللسان بعد سن الخمسين.:803ومن الطبيعي أن يكون هناك عروق واضحة تحت اللسان، ويرجع ذلك جزئيا إلى الغشاء المخاطي هو رقيق جدا وشفاف في هذه المنطقة، ولكن أصبحت هذه الأوعية متسعة ومتعرجة، فإنها قد تظهر مستديرة وسوداء مثل الكافيار

## مقدمة
يعتبر اللسان عضواً أساسيا يساهم في المضغ والبلع والكلام، ويتعرض لأمراض مختلفة في أسبابها وأعراضها.

### تشريح عضلة اللسان
اللسان عبارة عن عضو عضلي يتكون من جزئين مختلفين فيما بينهما من حيث الشكل، التركيب، الوظيفة، المظهر، والأعصاب المغذية، وهما:
- الثلثين الامامين : يبدآن من أرضية الفم، ويدعى «الجزء الفمي» (الجسم Body).
- الثلث الخلفي : يشكل جزءاً من الجدار الأمامي للبلعوم، لذا يدعى «الجزء البلعومي» (الجذر Root).

ويغطي ظهر اللسان غشاء من النسيج الطلائي الحرشفي المطبق يتوضع على قاعدة ليفية، يتصل باللسان امتدادين عبارة عن غشائين طلائيين، أحدهما أمامي وهو «لجام اللسان» يربطه بأرضية الفم، ويفصل بين فتحتي قناتي الغدد الفكية، والآخر خلفي يدعى «الامتداد اللساني – اللسان مزماري» يصل اللسان بـ لسان المزمار. ويغذي اللسان الشريان اللساني، ويتعصب بالعصب تحت اللساني
يقوم اللسان بعدة وظائف هي: المضغ – البلع – الكلام – الذوق.